# Famille Korláth
La famille Korláth de korláthelmec (korláthelmeci Korláth en hongrois) est une ancienne famille de la noblesse hongroise.

## Origines
La famille est originaire du comté de Ung et remonte à Konrád Helmeczi ou Korláth, cité entre 1379 et 1418, grand-père de Márton et Bálint, fondateurs des deux branches principales de la famille.

## Personnalités
- Aladár Korláth (fl. 1509-1516), fils de Márton. Important propriétaire, il est seigneur de plusieurs fiefs dans le comitat de Ung. Il apparaît en Transylvanie où il est cité comme homme du roi (királyi ember) en 1519. Il est tué lors de la bataille de Mohács (1526).
- László Korláth (fl. 1509-1566), frère du précédent. Proche du comte Imre Drugeth, ce dernier le nomme tuteur de ses enfants dans son testament (1540).
- À l'instar de Kristóf Korláth (fl. 1592-1604), János Korláth (fl. 1613), Miklós Korláth (fl. 1605-1611) ou encore János Korláth (1639–1652), de très nombreux membres de cette famille eurent du XVIe siècle au XXe siècle des fonctions électives, administratives et judiciaires au niveau du comitat de Ung, notamment comme assesseur et juge des nobles. La plupart d'entre eux furent également militaires.
- Ferenc Korláth (1839-1927), pharmacien, président du Parti de l'indépendance et membre de la commission royale des finances de Kassa.
- Örs Korláth (1874-1956), colonel, membre de l'Etat-major, médaille d'or pour la Bravoure (1915). Démissionnaire en 1918.
- Endre Korláth (hu) (1881-1946), avocat, parlementaire, főispán des comitats de Ung et Bereg.

## Pour approfondir